# Ideaal
De term ideaal kan zowel slaan op een doel (teleologisch) of op een oorsprong (principieel). Het woord 
komt van het Griekse begrip idea (vorm, gestalte, idee) dat vooral bekend is geworden door Plato’s 
ideeënleer. In Platonische zin slaat de idee (niet: het idee) op iets dat niet in de alledaagse werkelijkheid bestaat,
maar daarin wel gestalte kan krijgen of gedeeltelijk gerealiseerd kan worden. Het is te vergelijken met een
blauwdruk, een visioen of een definitie.
Als men aanneemt dat de ziel vier onderscheiden vermogens heeft (kennen, voelen, streven en gedrag),
dan kan elk van deze psychische vermogens zich richten op een specifiek ideaal: het kenvermogen op het 
schouwen van de idee (archetype, categorie), het gevoel op het beleven van een waarde (het goede, 
het schone, het ware), het streven op een norm (bijvoorbeeld rechtvaardigheid, volmaaktheid) en het 
handelen op het "goede" voorbeeld (zoals een heilige, een held of een idool).
Een idealist - anders dan in de zin van de filosofische stroming van het idealisme - is iemand die zich met
zijn hele persoon richt op een ideaal. In negatieve zin wordt zo iemand aangeduid als een niet-realistisch mens
of een dromer; in positieve zin als een bevlogene. Idealisme kan gericht zijn op zaken als
- Vrede, geweldloosheid en gerechtigheid (een betere wereld, paradijstoestand)
- Bestrijding van honger en armoede
- Zorg voor het milieu (water, lucht en aarde)
- Vegetarisme

Tegenover idealisme staan nihilistische en cynische uitspraken als: 
- De wereld zal nooit zonder strijd en ellende zijn
- De mens is wezenlijk onopvoedbaar (en bezit bovendien geen vrije wil)
- De mens zal praktische problemen op het gebied van milieuvervuiling, energie- en voedelvoorziening alleen oplossen met technisch-wetenschappelijke methoden
- Acties van een idealistische eenling zijn als "een druppel op een gloeiende plaat"

## Idee en Ideaal
De Duitse filosoof Immanuel Kant maakt een helder onderscheid tussen een ideaal en een idee. Een ideaal kan (volgens hem) niet gerealiseerd worden, maar blijft altijd transcendent. Hierbij gaat het bijvoorbeeld om de Eeuwige Vrede, de Volmaakte Mens of de Ideale Staat. Van dit ideaal kunnen ideeën worden afgeleid die wel realiseerbaar zijn. Zo hebben (bijvoorbeeld) zowel een socialist en een liberaal een eigen idee van wat de Ideale Staat is. Er zijn dus twee ideeën, maar er is één ideaal.

## Andere betekenis
In de abstracte algebra is een ideaal een veralgemening van het concept "veelvoud", wat neerkomt op een structuur die aan bepaalde stabiliteitseigenschappen ten opzichte van de optelling en de vermenigvuldiging voldoet. Het verband met de algemene betekenis blijkt uit de oorspronkelijke term ideaal getal of voluit "ideaal complex getal".